# 2008 HJ
2008 HJ est un astéroïde Apollon et aréocroiseur.

## Caractéristiques
Il mesure environ 20 mètres de diamètre. Sa magnitude absolue est de 25,8. Sa période de rotation très rapide (42 secondes) était la plus rapide connue au moment de sa découverte.